# فرانك بود
فرانك بود (بالإنجليزية: Frank Budd)‏ هو منافس ألعاب قوى ولاعب كرة قدم كندية أمريكي، ولد في 20 يوليو 1939 في لونغ برانش في الولايات المتحدة، وتوفي في 29 أبريل 2014 في مارلتون في الولايات المتحدة.

## وصلات خارجية
- فرانك بود على موقع مرجع كرة القدم المحترفة.كوم (الإنجليزية)
- فرانك بود على موقع أوليمبيديا (الإنجليزية)